# 藤原賀祜麿
藤原 賀祜麿（ふじわら の かこまろ）は、平安時代初期の貴族。名は加祐麿とも記される。藤原北家、従四位上・藤原雄依の子。官位は従五位下・大宰少弐。

## 経歴
嵯峨朝初頭の弘仁元年（810年）薬子の変終結後に従五位下に叙爵。翌弘仁2年（811年）2月に右京亮に任ぜられるが、5月になって武蔵介に任ぜられ地方官に転じる。のち武蔵介の官職に就いたまま、中務少輔・侍従といった京官を兼帯している。その後、時期は明らかでないが大宰少弐を務めた。

## 官歴
脚注のないものは『日本後紀』による。
- 時期不詳：正六位上
- 弘仁元年（810年） 11月22日：従五位下
- 弘仁2年（811年） 2月13日：右京亮。5月14日：武蔵介
- 弘仁5年（814年） 7月10日：兼中務少輔
- 弘仁6年（815年） 3月13日：兼侍従
- 時期不詳：大宰少弐[1]